# Xã Sylamore, Quận Stone, Arkansas
Xã Sylamore (tiếng Anh: Sylamore Township) là một xã thuộc quận Stone, tiểu bang Arkansas, Hoa Kỳ. Năm 2010, dân số của xã này là 692 người.